# Trần Vịnh
Trần Vịnh là một đạo diễn, diễn viên phim truyền hình Việt Nam, được biết đến là đạo diễn sản xuất nhiều phim truyện và phim tài liệu về đề tài chiến tranh nhất. Ông từng nổi tiếng với vai trò diễn viên khi đóng vai chính trong bộ phim của điện ảnh Việt Nam "Về nơi gió cát". 

## Tiểu sử
Trần Vịnh sinh năm 1943 tại phố Lý Quốc Sư, Hà Nội. Năm 18 tuổi ông đã đi dạy học, sau này ông nhập ngũ và làm văn công ở chiến trường trong 9 năm, tham gia vào ba cuộc chiến: chống Mỹ, cuộc chiến bảo vệ biên giới Tây Nam, cuộc chiến bảo vệ biên giới phía Bắc. Chiến tranh kết thúc, ông đi đóng phim rồi thở thành đạo diễn. 

## Sự nghiệp
Năm 1962 ông đi dạy học ở Cúc Phương, sau đấy ông nhập ngũ và là học sinh khóa I - Khoa kịch nói (1964-1967) của Trường Nghệ thuật Quân đội. Ra trường, ông xung phong vào Đoàn Văn công giải phóng Trị - Thiên - Huế. Năm 1971, ông tham gia Đoàn kịch Tổng cục Chính trị với những vở kịch nổi tiếng như: Đại đội trưởng của tôi, Chị Nhàn, Đêm và ngày. Năm 1974, Trần Vịnh được rút khỏi chiến trường, điều động về làm Phó Đoàn kịch nói Tổng cục Chính trị.
Đầu thập niên 1980  khi được đạo diễn Long Vân mời tham gia đóng phim “Cho cả ngày mai” cùng 2 diễn viên lừng danh: Trà Giang và Lâm Tới. Năm 1988, ông được đạo diễn NSND Huy Thành mời đóng vai chính tên Lũy trong phim “Về nơi gió cát”. Sau đó, Trần Vịnh tham gia tới hơn 30 vai lớn nhỏ của điện ảnh suốt thập niên 80, 90, trở thành gương mặt nổi tiếng một thời.
Ông từng tham gia đóng trên 50 bộ phim nhựa, sau đó chuyển sang vai trò đạo diễn với bộ phim điện ảnh "Bến nước" do Hãng phim truyện Việt Nam đặt hàng. Sau thành công của "Bến nước", ông được giao làm bộ  phim 3 tập "Lời khẩn cầu" liên quan tới vấn nạn "video đen" thời điểm đó. Nhưng khi hoàn tất, bộ phim không qua được khâu kiểm duyệt, ông không chấp nhận cắt xén bộ phim và chủ động rời khỏi biên chế. Sau đó ông tự đầu tự sản xuất, ông đi khắp cả nước thuê biên kịch, tài trợ họ việc đi lại thực tế để viết kịch bản. Sau khi có kịch bản, ông tiếp tục thuê nhân lực và vật lực, từ đây các bộ phim độc lập của ông ra đời.
Tính đến 2021, ông đã làm phim cho 40 tỉnh, thành trong cả nước; sản xuất khoảng 70 bộ phim về chiến tranh, với gần 40 giải thưởng chuyên ngành điện ảnh và giải thưởng của Bộ Quốc phòng.
Năm 2011, ông được nhà nước phong tặng danh hiệu Nghệ sĩ Ưu tú.
Năm 2014, NSƯT Trần Vịnh vinh dự được Tổng cục Chính trị Quân đội nhân dân Việt Nam phong tặng danh hiệu: "Người làm phim chiến tranh nhiều nhất Việt Nam!"
Ông cũng đã tặng rất nhiều bộ phim mà mình tham gia cho các tỉnh, thành phố trong nước.

## Các tác phẩm

### Với vai trò Đạo diễn
| Năm  | Tựa đề                           | Định dạng            | Giải thưởng              | Phát hành                 | Ghi chú                                                   |
| ---- | -------------------------------- | -------------------- | ------------------------ | ------------------------- | --------------------------------------------------------- |
| 2013 | Huế - mùa Mai đỏ                 | Truyền hình dài tập  | Cánh Diều Bạc            | HTV                       | dựa trên tiểu thuyết của nhà văn Xuân Thiều               |
| 2000 | Chị Sáu Kiên Giang               | Ngắn tập             |                          | VTV                       |                                                           |
| 2001 | Cửa ngõ                          | Truyền hình dài tập  |                          | VTV                       | [ 7 ]                                                     |
| 2001 | Ba lần và một lần                | Truyền hình dài tập  |                          | VTV                       |                                                           |
| 2001 | Trái tim vuông                   | Điện ảnh truyền hình |                          | VTV                       |                                                           |
| 2004 | Vùng ven một thời con gái        | Truyền hình dài tập  |                          | TH Bình Dương             |                                                           |
| 2007 | Người đàn bà đi trong mưa        | Truyền hình dài tập  |                          | VTV / TH Khánh Hòa        | Tiểu thuyết cùng tên của Đỗ Kim Cuông                     |
| 2008 | Ninh Thạnh Lợi - đất và lửa      | Truyền hình dài tập  |                          | TH Bạc Liêu               |                                                           |
| 2010 | Món nợ miền Đông                 | Truyền hình dài tập  |                          | VTV / VFS                 |                                                           |
| 2015 | Bến đò xưa lặng lẽ               | Truyền hình dài tập  |                          | VTV / TH Quảng Trị        | tiểu thuyết “Đối mặt” của Xuân Đức                        |
|      | Nụ cười Thanh Hóa                | Phim tài liệu        |                          |                           |                                                           |
|      | Có 1 thời như thế                | Phim tài liệu        |                          |                           |                                                           |
| 2018 | Bản hùng ca bên sông             | Điện ảnh truyền hình |                          |                           | dài 106 phút                                              |
| 2018 | Giọt nước của dòng sông          | Truyền hình dài tập  |                          | VTV                       | [ 11 ] [ 12 ]                                             |
| 2020 | Đội thiếu niên du kích Đình Bảng | Truyền hình dài tập  |                          | TH Bắc Ninh / TH Quân Đội |                                                           |
| 2004 | Bên đường lá đỏ                  | Truyền hình dài tập  |                          | TH Bình Phước             |                                                           |
| 2012 | Chỉ một con đường                | Truyền hình dài tập  |                          | VTV                       | Tiểu thuyết "Tiếng khóc của nàng Út" của Nguyễn Chí Trung |
| 2004 | Đồng nọc nạng                    | Truyền hình dài tập  | Cánh Diều (Khuyến khích) | TH Bạc Liêu               |                                                           |
| 1995 | Chân trời nơi ấy                 | Truyền hình dài tập  |                          |                           | Đồng đạo diễn Huy Thành                                   |
|      | Đường tới mặt trời               |                      |                          |                           |                                                           |
| 1998 | Bên dòng Hoàng Long              | Điện ảnh truyền hình |                          | VTV                       | [ 13 ]                                                    |
| 2003 | Những người lính biển            | Truyền hình ngắn tập |                          | VTV                       | kịch bản Đình Kính                                        |
| 2003 | Ấp 3 nhà                         | Truyền hình ngắn tập |                          | VTV / TH Kiên Giang       |                                                           |
| 2003 | Những người lính biển            | Truyền hình ngắn tập |                          | VTV                       |                                                           |
| 2003 | Đối mặt                          | Truyền hình ngắn tập |                          | VTV                       |                                                           |
| 2014 | Nỗi đau giấu kín                 | Điện ảnh truyền hình |                          | VTV                       | Phim cuối tuần                                            |
| 2016 | Pha Đin Mây Phủ                  | Điện ảnh truyền hình |                          | VTV                       |                                                           |
| 1998 | Cố nhân                          | Điện ảnh truyền hình |                          | VTV                       | Phim Văn nghệ Chủ Nhật                                    |

Trong những năm đầu rời khỏi biên chế quân đội, ông đã bỏ tiền túi tài trợ cho nhiều nhà biên kịch trên đất nước đi thực tế để viết kịch bản cho ông. Ông cũng tự thuê trang thiết bị và đội ngũ sản xuất phim.
Trong bộ phim "Huế - mùa Mai đỏ", đoàn làm phim đã tái tạo khoảng 16 ngôi nhà, sử dụng xe tăng, máy bay, xe lội nước thật cùng với 4.000 viên đạn mã tử và đạn AK, B41, cao xạ, cối 82 thật, 300kg thuốc nổ cho các cảnh trận địa. Chỉ riêng kinh phí đào 6 hầm, hào đã lên đến 280 triệu đồng, một đêm quay cảnh đánh nhau trong Đại Nội đoàn phải đền 39 triệu tiền cỏ bị cháy. Bộ có sự gợi ý, tư vấn từ Nguyên Tổng Bí thư Lê Khả Phiêu.

### Các bộ phim tham gia với vai trò diễn viên
- Chị nhàn (Sân Khấu - 1971)
- Xa và gần (Phim điện ảnh - 1983)
- Về nơi gió cát (Phim điện ảnh - 1981)
- Phiên tòa cần chánh án (Phim điện ảnh - 1987)
- Những người lính biển (Truyền hình ngắn tập - VTV 2003)
- U6&U7 (Điện ảnh truyền hình - HTV 2006)